# Abu Mansur al-Tha'alibi
Abū Manṣūr ʿAbd al-Malik ibn Muḥammad ibn Ismāʿīl al-Thaʿālibī (in arabo ﺍﺑﻮ ﻣﻨﺼﻮﺭ ﻋﺒﺪ ﺍﻟﻤﻠﻚ ﺑﻦ ﻣﺤﻤﺪ ابن إسماعيل ﺍﻟﺜﻌﺎﻟﺒﻲ‎?; Nishapur, 961 – 1038) è stato uno scrittore persiano arabografo.
Autore in prosa e in poesia, fu un apprezzato lessicografo e autore di antologie e di epigrammi.
Come la massima parte degli studiosi, ricorse volentieri all'epitome dell'opera dei suoi predecessori, facendone ampio uso, non sempre citandone gli originali. Dei ventinove lavori attribuitigli, il più noto è il Kitāb yatīmat al-dahr fī shuʿarāʾ ahl al-ʿaṣr (in arabo ﻛﺘﺎﺏ يتيمة الدهر في شعراء أهل العصر ‎?), di carattere poetico, sia contemporaneo sia antico, organizzato in base ai paesi in cui operarono gli autori da lui considerati.
Un altro dei suoi lavori più citati è il Kitāb fiqh al-lugha wa sirr al-ʿarabiyya (Libro della filologia e dei segreti della lingua araba), di carattere lessicografico: un dizionario cioè con le parole lemmatizzate in classi semantiche. Il suo "Libro d'informazioni dilettevoli" (Laṭāʾif al-maʿārif) è stato tradotto in inglese da Clifford Edmund Bosworth (Edinburgh University Press, 1968).